# Hockey op de Olympische Zomerspelen 2016 – Vrouwen
Het hockeytoernooi voor vrouwen tijdens de Olympische Zomerspelen 2016 in Rio de Janeiro begint op 6 en eindigt op 19 augustus. Titelverdediger is Nederland.
De twaalf deelnemende teams waren verdeeld over twee groepen van zes, waarin een halve competitie werd gespeeld. Bij deze spelen werd bij het hockey voor het eerst een kwartfinale ingevoerd. Hierdoor gingen na de groepsfase niet alleen de nummers één en twee van elke groep verder, maar ook de nummers drie en vier.

## Kwalificatie
| Toernooi                       | Datum                       | Locatie             | Plaatsen | Gekwalificeerd                        |
| ------------------------------ | --------------------------- | ------------------- | -------- | ------------------------------------- |
| Gastland                       |                             |                     | 0        | *                                     |
| Aziatische Spelen 2014         | 20 september-2 oktober 2014 | Zuid-Korea          | 1        | Zuid-Korea                            |
| Worldleague 2014-15            | 10-21 juni 2015             | Spanje              | 4        | China Duitsland Argentinië Spanje *   |
| Worldleague 2014-15            | 20 juni-5 juli 2015         | België              | 4        | Nederland Nieuw-Zeeland India Japan * |
| Pan-Amerikaanse Spelen 2015    | 15-24 juli 2015             | Canada              | 1        | Verenigde Staten                      |
| EK 2015                        | 21-29 augustus 2015         | Verenigd Koninkrijk | 1        | Groot-Brittannië                      |
| Oceanië beker                  | 21-25 oktober 2015          | Nieuw-Zeeland       | 1        | Australië                             |
| Afrikaans kwalificatietoernooi | 23 oktober-1 november 2015  | Zuid-Afrika         | 0        | *                                     |
| Totaal                         |                             |                     | 12       |                                       |

* Gastland Brazilië mocht alleen meedoen als het een bepaald mimimumniveau behaalde. Het lukte Brazilië echter niet om bij de eerste 40 op de wereldranglijst eind 2014 te staan of een top zeven op de Pan-Amerikaanse Spelen 2015 te halen. Japan nam de vrijgekomen plaats in. Zuid-Afrika maakte als continentaal kampioen geen gebruik van het olympisch ticket. De plaats werd overgenomen door Spanje.

## Groepsfase

### Groep A
| Nr. | Land          | Wedstrijden | Wedstrijden | Wedstrijden | Wedstrijden | Doelpunten | Doelpunten | Doelpunten | Punten |
| Nr. | Land          | G           | W           | G           | V           | V          | T          | Saldo      | Punten |
| --- | ------------- | ----------- | ----------- | ----------- | ----------- | ---------- | ---------- | ---------- | ------ |
| 1   | Nederland     | 5           | 4           | 1           | 0           | 13         | 1          | +12        | 13     |
| 2   | Nieuw-Zeeland | 5           | 3           | 1           | 1           | 11         | 5          | +6         | 10     |
| 3   | Duitsland     | 5           | 2           | 1           | 2           | 6          | 6          | 0          | 7      |
| 4   | Spanje        | 5           | 2           | 0           | 3           | 6          | 12         | –6         | 6      |
| 5   | China         | 5           | 1           | 2           | 2           | 3          | 5          | –2         | 5      |
| 6   | Zuid-Korea    | 5           | 0           | 1           | 4           | 3          | 13         | –10        | 1      |

#### Uitslagen (Groep A)
alle tijden zijn West-Europese Zomertijd (UTC +1:00)
| 7 augustus 2016 15:00                         |         |            |                                                           |
| Nieuw-Zeeland                                 | 4 – 1   | Zuid-Korea | Scheidsrechters: Fanneke Alkemade (NED) Chieko Soma (JPN) |
| Pearce 10' Harrison 19' Flynn 21' Webster 34' | verslag | 55' Kim H. | Scheidsrechters: Fanneke Alkemade (NED) Chieko Soma (JPN) |

| 7 augustus 2016 17:30                              |         |        |                                                      |
| Nederland                                          | 5 – 0   | Spanje | Scheidsrechters: Amy Baxter (USA) Amber Church (NZL) |
| Welten 12' Leurink 16' Keetels 19' Paumen 23', 49' | verslag |        | Scheidsrechters: Amy Baxter (USA) Amber Church (NZL) |

| 7 augustus 2016 18:30 |         |              |                                                          |
| China                 | 1 – 1   | Duitsland    | Scheidsrechters: Melissa Trivic (AUS) Sarah Wilson (GBR) |
| Peng 28'              | verslag | 5' Altenburg | Scheidsrechters: Melissa Trivic (AUS) Sarah Wilson (GBR) |

| 8 augustus 2016 18:30 |         |                           |                                                            |
| Nieuw-Zeeland         | 1 – 2   | Duitsland                 | Scheidsrechters: Soledad Iparraguiree (ARG) Miao Lin (CHN) |
| Webster 10'           | verslag | 22' Oldhafer 44' Schröder | Scheidsrechters: Soledad Iparraguiree (ARG) Miao Lin (CHN) |

| 8 augustus 2016 22:00                         |         |            |                                                        |
| Nederland                                     | 4 – 0   | Zuid-Korea | Scheidsrechters: Kelly Hudson (NZL) Sarah Wilson (GBR) |
| Jonker 9', 30', 42' Dirkse van den Heuvel 46' | verslag |            | Scheidsrechters: Kelly Hudson (NZL) Sarah Wilson (GBR) |

| 9 augustus 2016 00:30 |         |                  |                                                            |
| Spanje                | 0 – 2   | China            | Scheidsrechters: Amber Church (NZL) Michelle Meister (DUI) |
|                       | verslag | 8' Zhao 25' Peng | Scheidsrechters: Amber Church (NZL) Michelle Meister (DUI) |

| 10 augustus 2016 15:00 |         |                |                                                           |
| Spanje                 | 1 – 2   | Nieuw-Zeeland  | Scheidsrechters: Irene Presenqui (ARG) Elena Eskina (RUS) |
| Petchame 60'           | verslag | 22', 51' Smith | Scheidsrechters: Irene Presenqui (ARG) Elena Eskina (RUS) |

| 10 augustus 2016 17:30   |         |            |                                                             |
| Duitsland                | 2 – 0   | Zuid-Korea | Scheidsrechters: Michelle Joubert (ZAF) Kylie Seymour (AUS) |
| Krüger 55' Altenburg 59' | verslag |            | Scheidsrechters: Michelle Joubert (ZAF) Kylie Seymour (AUS) |

| 10 augustus 2016 23:00 |         |              |                                                                 |
| China                  | 0 – 1   | Nederland    | Scheidsrechters: Kelly Hudson (NZL) Carolina de la Fuente (ARG) |
|                        | verslag | 59' Van Male | Scheidsrechters: Kelly Hudson (NZL) Carolina de la Fuente (ARG) |

| 11 augustus 2016 22:00 |         |                          |                                                        |
| Duitsland              | 1 – 2   | Spanje                   | Scheidsrechters: Fanneke Alkemade (NED) Miao Lin (CHN) |
| Schütze 21'            | verslag | 9' Guinea 11' Salvatella | Scheidsrechters: Fanneke Alkemade (NED) Miao Lin (CHN) |

| 12 augustus 2016 15:00 |         |       |                                                                   |
| Zuid-Korea             | 0 – 0   | China | Scheidsrechters: Irene Presenqui (ARG) Soledad Iparraguirre (ARG) |
|                        | verslag |       | Scheidsrechters: Irene Presenqui (ARG) Soledad Iparraguirre (ARG) |

| 12 augustus 2016 16:00 |         |            |                                                                     |
| Nieuw-Zeeland          | 1 – 1   | Nederland  | Scheidsrechters: Carolina de la Fuente (ARG) Michelle Joubert (ZAF) |
| Whitelock 59'          | verslag | 28' Paumen | Scheidsrechters: Carolina de la Fuente (ARG) Michelle Joubert (ZAF) |

| 13 augustus 2016 17:30   |         |           |                                                                  |
| Nederland                | 2 – 0   | Duitsland | Scheidsrechters: Soledad Iparraguirre (ARG) Melissa Trivic (AUS) |
| De Waard 5' Van Male 44' | verslag |           | Scheidsrechters: Soledad Iparraguirre (ARG) Melissa Trivic (AUS) |

| 13 augustus 2016 22:00 |         |                                  |                                                                |
| Zuid-Korea             | 2 – 3   | Spanje                           | Scheidsrechters: Michelle Meister (DUI) Fanneke Alkemade (NED) |
| Cheon 18' Kim 55'      | verslag | 39' Garcia 41' Riera 48' Comerma | Scheidsrechters: Michelle Meister (DUI) Fanneke Alkemade (NED) |

| 14 augustus 2016 01:30 |         |                                 |                                                        |
| China                  | 0 – 3   | Nieuw-Zeeland                   | Scheidsrechters: Amy Baxter (V.S.) Kylie Seymour (AUS) |
|                        | verslag | 21' Merry 41' Flynn 42' McLaren | Scheidsrechters: Amy Baxter (V.S.) Kylie Seymour (AUS) |

### Groep B
| Nr. | Land             | Wedstrijden | Wedstrijden | Wedstrijden | Wedstrijden | Doelpunten | Doelpunten | Doelpunten | Punten |
| Nr. | Land             | G           | W           | G           | V           | V          | T          | Saldo      | Punten |
| --- | ---------------- | ----------- | ----------- | ----------- | ----------- | ---------- | ---------- | ---------- | ------ |
| 1   | Groot-Brittannië | 5           | 5           | 0           | 0           | 12         | 4          | +8         | 15     |
| 2   | Verenigde Staten | 5           | 4           | 0           | 1           | 14         | 5          | +9         | 12     |
| 3   | Australië        | 5           | 3           | 0           | 2           | 11         | 5          | +6         | 9      |
| 4   | Argentinië       | 5           | 2           | 0           | 3           | 12         | 6          | +6         | 6      |
| 5   | Japan            | 5           | 0           | 1           | 4           | 3          | 16         | –13        | 1      |
| 6   | India            | 5           | 0           | 1           | 4           | 3          | 19         | –16        | 1      |

#### Uitslagen (Groep B)
alle tijden zijn West-Europese Zomertijd (UTC +1:00)
| 6 augustus 2016 22:00 |         |                              |                                                                |
| Argentinië            | 1 – 2   | Verenigde Staten             | Scheidsrechters: Michelle Joubert (ZAF) Michelle Meister (DUI) |
| Merino 56'            | verslag | 35' K. Reinprecht 50' Dawson | Scheidsrechters: Michelle Joubert (ZAF) Michelle Meister (DUI) |

| 7 augustus 2016 01:30 |         |            |                                                               |
| Groot-Brittannië      | 2 – 1   | Australië  | Scheidsrechters: Laurine Delforge (BEL) Irene Presenqui (ARG) |
| Owsley 26' Danson 43' | verslag | 33' Morgan | Scheidsrechters: Laurine Delforge (BEL) Irene Presenqui (ARG) |

| 7 augustus 2016 16:00       |         |                   |                                                         |
| Japan                       | 2 – 2   | India             | Scheidsrechters: Kylie Seymour (AUS) Kelly Hudson (NZL) |
| Nishikori 15' Nakashima 28' | verslag | 31' Rani 40' Minz | Scheidsrechters: Kylie Seymour (AUS) Kelly Hudson (NZL) |

| 8 augustus 2016 15:00 |         |                            |                                                                 |
| Australië             | 1 – 2   | Verenigde Staten           | Scheidsrechters: Elena Eskina (RUS) Carolina de la Fuente (ARG) |
| Slattery 43'          | verslag | 25' Vittese 41' Van Sickle | Scheidsrechters: Elena Eskina (RUS) Carolina de la Fuente (ARG) |

| 8 augustus 2016 23:00           |         |       |                                                     |
| Groot-Brittannië                | 3 – 0   | India | Scheidsrechters: Chieko Soma (JPN) Amy Baxter (USA) |
| Ansley 25' White 27' Danson 33' | verslag |       | Scheidsrechters: Chieko Soma (JPN) Amy Baxter (USA) |

| 9 augustus 2016 01:30                          |         |       |                                                              |
| Argentinië                                     | 4 – 0   | Japan | Scheidsrechters: Melissa Trivic (AUS) Laurine Delforge (BEL) |
| Barrionuevo 13', 18' Rebecchi 48' Granatto 50' | verslag |       | Scheidsrechters: Melissa Trivic (AUS) Laurine Delforge (BEL) |

| 10 augustus 2016 16:00 |         |                                                            |                                                                |
| India                  | 1 – 6   | Australië                                                  | Scheidsrechters: Soledad Iparraguirre (ARG) Sarah Wilson (GBR) |
| Thokchom 60'           | verslag | 5' Slattery 9' Morgan 35' Claxton 36' Parker 43', 46'Kenny | Scheidsrechters: Soledad Iparraguirre (ARG) Sarah Wilson (GBR) |

| 10 augustus 2016 18:30                                   |         |                |                                                        |
| Groot-Brittannië                                         | 3 – 2   | Argentinië     | Scheidsrechters: Michelle Meister (GER) Miao Lin (CHN) |
| K. Richardson-Walsh 23' H. Richardson-Walsh 25' Bray 38' | Verslag | 41', 42' Habif | Scheidsrechters: Michelle Meister (GER) Miao Lin (CHN) |

| 10 augustus 2016 22:00                                       |         |               |                                                            |
| Verenigde Staten                                             | 6 – 1   | Japan         | Scheidsrechters: Amber Church (NZL) Fanneke Alkemade (NED) |
| Gonzalez 1' O'Donnell 5', 52', 60' Reinprecht 29' Witmer 37' | verslag | 47' Nakashima | Scheidsrechters: Amber Church (NZL) Fanneke Alkemade (NED) |

| 11 augustus 2016 23:00 |         |            |                                                          |
| Australië              | 1 – 0   | Argentinië | Scheidsrechters: Laurine Delforge (BEL) Amy Baxter (USA) |
| Smith 33'              | verslag |            | Scheidsrechters: Laurine Delforge (BEL) Amy Baxter (USA) |

| 12 augustus 2016 00:30          |         |       |                                                         |
| Verenigde Staten                | 3 – 0   | India | Scheidsrechters: Melissa Trivic (AUS) Chieko Soma (JPN) |
| O'Donnell 14', 42' Gonzalez 52' | verslag |       | Scheidsrechters: Melissa Trivic (AUS) Chieko Soma (JPN) |

| 12 augustus 2016 01:30 |         |                     |                                                         |
| Japan                  | 0 – 2   | Groot-Brittannië    | Scheidsrechters: Kylie Seymour (AUS) Elena Eskina (RUS) |
|                        | verslag | 5' Owsley 55' White | Scheidsrechters: Kylie Seymour (AUS) Elena Eskina (RUS) |

| 13 augustus 2016 15:00                                       |         |       |                                                       |
| Argentinië                                                   | 5 – 0   | India | Scheidsrechters: Chieko Soma (JPN) Sarah Wilson (GBR) |
| Cavallero 16', 29' Granatto 23' Rebecchi 26' Albertarrio 27' | verslag |       | Scheidsrechters: Chieko Soma (JPN) Sarah Wilson (GBR) |

| 13 augustus 2016 23:00 |         |                  |                                                           |
| Groot-Brittannië       | 2 – 1   | Verenigde Staten | Scheidsrechters: Amber Church (NZL) Irene Presenqui (ARG) |
| Bray 53' Danson 56'    | verslag | 39' Vittese      | Scheidsrechters: Amber Church (NZL) Irene Presenqui (ARG) |

| 14 augustus 2016 00:30 |         |       |                                                        |
| Australië              | 2 – 0   | Japan | Scheidsrechters: Elena Eskina (RUS) Kelly Hudson (NZL) |
| Williams 17' Smith 55' | verslag |       | Scheidsrechters: Elena Eskina (RUS) Kelly Hudson (NZL) |

## Knock-outfase
|  | Kwartfinale 15 augustus | Kwartfinale 15 augustus | Kwartfinale 15 augustus |                      |   | Halve finale 17 augustus | Halve finale 17 augustus | Halve finale 17 augustus |              |              | Finale 19 augustus | Finale 19 augustus | Finale 19 augustus |
|  |                         |                         |                         |                      |   |                          |                          |                          |              |              |                    |                    |                    |
|  | A1                      | Nederland               | 3                       |                      |   |                          |                          |                          |              |              |                    |                    |                    |
|  | B4                      | Argentinië              | 2                       |                      |   |                          |                          |                          |              |              |                    |                    |                    |
|  | B4                      | Argentinië              | 2                       |                      |   | Nederland (4)            | 1                        |                          |              |              |                    |                    |                    |
|  |                         |                         |                         |                      |   | Nederland (4)            | 1                        |                          |              |              |                    |                    |                    |
|  |                         |                         | Duitsland (3)           | 1                    |   |                          |                          |                          |              |              |                    |                    |                    |
|  | A3                      | Verenigde Staten        | Duitsland (3)           | 1                    | 1 |                          |                          |                          |              |              |                    |                    |                    |
|  | A3                      | Verenigde Staten        |                         |                      | 1 |                          |                          |                          |              |              |                    |                    |                    |
|  | B2                      | Duitsland               | 2                       |                      |   |                          |                          |                          |              |              |                    |                    |                    |
|  |                         |                         |                         |                      |   |                          |                          |                          |              |              |                    | Nederland (0)      | 3                  |
|  |                         |                         |                         | Groot-Brittannië (2) | 3 |                          |                          |                          |              |              |                    |                    |                    |
|  | A2                      | Nieuw-Zeeland           | 4                       |                      |   |                          |                          |                          |              |              |                    |                    |                    |
|  | B3                      | Australië               | 2                       |                      |   |                          |                          |                          |              |              |                    |                    |                    |
|  | B3                      | Australië               | 2                       |                      |   | Nieuw-Zeeland            | 0                        |                          | Derde plaats | Derde plaats | Derde plaats       | Derde plaats       |                    |
|  |                         |                         |                         |                      |   | Nieuw-Zeeland            | 0                        |                          | Derde plaats | Derde plaats | Derde plaats       | Derde plaats       |                    |
|  |                         |                         | Groot-Brittannië        | 3                    |   |                          |                          |                          |              |              |                    |                    |                    |
|  | B1                      | Groot-Brittannië        | Groot-Brittannië        | 3                    | 3 |                          |                          |                          |              |              |                    |                    |                    |
|  | B1                      | Groot-Brittannië        |                         |                      |   |                          |                          |                          |              | Duitsland    | 2                  |                    |                    |
|  | A4                      | Spanje                  | 1                       |                      |   |                          |                          |                          |              | Duitsland    | 2                  |                    |                    |
|  |                         |                         |                         |                      |   |                          |                          | Nieuw-Zeeland            | 1            |              |                    |                    |                    |
|  |                         |                         |                         |                      |   |                          |                          | Nieuw-Zeeland            | 1            |              |                    |                    |                    |

### Kwartfinale
| 15 augustus 2016 10:00 (UTC−3) 15:00 (UTC+1) |         |                   |                                                           |
| Nieuw-Zeeland                                | 4 – 2   | Australië         | Scheidsrechters: Irene Presenqui (ARG) Sarah Wilson (GBR) |
| McLaren 7' Smith 24' Flynn 39' Merry 44'     | verslag | 33', 59' Slattery | Scheidsrechters: Irene Presenqui (ARG) Sarah Wilson (GBR) |

| 15 augustus 2016 12:30 (UTC−3) 17:30 (UTC+1) |         |                         |                                                             |
| Verenigde Staten                             | 1 – 2   | Duitsland               | Scheidsrechters: Carolina de la Fuente (ARG) Miao Lin (CHN) |
| Falgowski 57'                                | verslag | 8' Mävers 14' Altenburg | Scheidsrechters: Carolina de la Fuente (ARG) Miao Lin (CHN) |

| 15 augustus 2016 18:00 (UTC−3) 23:00 (UTC+1) |         |           |                                                          |
| Groot-Brittannië                             | 3 – 1   | Spanje    | Scheidsrechters: Kelly Hudson (NZL) Melissa Trivic (AUS) |
| Twigg 8' H. Richardson-Walsh 13' Owsley 27'  | verslag | 53' Oliva | Scheidsrechters: Kelly Hudson (NZL) Melissa Trivic (AUS) |

| 15 augustus 2016 20:30 (UTC−3) 01:30 (UTC+1) |         |                         |                                                                |
| Nederland                                    | 3 – 2   | Argentinië              | Scheidsrechters: Michelle Joubert (ZAF) Laurine Delforge (BEL) |
| Welten 5' Leurink 25' Jonker 47'             | verslag | 41' F. Habif 53' Merino | Scheidsrechters: Michelle Joubert (ZAF) Laurine Delforge (BEL) |

### Halve finale
| 17 augustus 2016 12:00 (UTC−3) 17:00 (UTC+1) |         |                                                                     |                                                                    |
| Nederland                                    | 1 – 1   | Duitsland                                                           | Scheidsrechters: Laurine Delforge (BEL) Soledad Iparraguiree (ARG) |
| Paumen 16'                                   | verslag | 11' Schütze                                                         | Scheidsrechters: Laurine Delforge (BEL) Soledad Iparraguiree (ARG) |
| Shoot-out                                    |         |                                                                     | Scheidsrechters: Laurine Delforge (BEL) Soledad Iparraguiree (ARG) |
| Bos Hoog Keetels Van Geffen Jonker Bos Hoog  | 4–3     | Müller-Wieland Mävers Altenburg Teschke Hauke Müller-Wieland Mävers | Scheidsrechters: Laurine Delforge (BEL) Soledad Iparraguiree (ARG) |

| 17 augustus 2016 17:00 (UTC−3) 22:00 (UTC+1) |         |                                         |                                                                     |
| Nieuw-Zeeland                                | 0 – 3   | Groot-Brittannië                        | Scheidsrechters: Carolina de la Fuente (ARG) Michelle Joubert (ZAF) |
|                                              | verslag | 22', 52' Danson 48' H. Richardson-Walsh | Scheidsrechters: Carolina de la Fuente (ARG) Michelle Joubert (ZAF) |

### Troostfinale
| 19 augustus 2016 12:00 (UTC−3) 17:00 (UTC+1) |         |               |                                                           |
| Duitsland                                    | 2 – 1   | Nieuw-Zeeland | Scheidsrechters: Irene Presenqui (ARG) Sarah Wilson (GBR) |
| Stapenhorst 34' Schütze 38'                  | verslag | 45+' Merry    | Scheidsrechters: Irene Presenqui (ARG) Sarah Wilson (GBR) |

### Finale
| 19 augustus 2016 17:00 (UTC−3) 22:00 (UTC+1) |         |                                               |                                                                |
| Nederland                                    | 3 – 3   | Groot-Brittannië                              | Scheidsrechters: Michelle Joubert (ZAF) Laurine Delforge (BEL) |
| Van Male 16' 37' Paumen 25'                  | verslag | 10' Owsley 26' Cullen 52' White               | Scheidsrechters: Michelle Joubert (ZAF) Laurine Delforge (BEL) |
| Shoot-out                                    |         |                                               | Scheidsrechters: Michelle Joubert (ZAF) Laurine Delforge (BEL) |
| Bos Hoog Leurink Van Geffen                  | 0–2     | H. Richardson-Walsh Danson Bray Unsworth Webb | Scheidsrechters: Michelle Joubert (ZAF) Laurine Delforge (BEL) |

## Eindstand
De FIH bepaalde de eindstand op basis van de behaalde positie van de landen in de groepsfase.
| Rank | Team             | Gsp | W | G | V | DV | DT | DS  | Pnt |
| ---- | ---------------- | --- | - | - | - | -- | -- | --- | --- |
|      | Groot-Brittannië | 8   | 7 | 1 | 0 | 21 | 8  | +13 | 22  |
|      | Nederland        | 8   | 5 | 3 | 0 | 20 | 7  | +13 | 18  |
|      | Duitsland        | 8   | 4 | 2 | 2 | 11 | 9  | +2  | 14  |
| 4    | Nieuw-Zeeland    | 8   | 4 | 1 | 3 | 16 | 12 | +4  | 13  |
| 5    | Verenigde Staten | 6   | 4 | 0 | 2 | 15 | 7  | +8  | 12  |
| 6    | Australië        | 6   | 3 | 0 | 3 | 13 | 9  | +4  | 9   |
| 7    | Argentinië       | 6   | 2 | 0 | 4 | 14 | 9  | +5  | 6   |
| 8    | Spanje           | 6   | 2 | 0 | 4 | 7  | 15 | −8  | 6   |
| 9    | China            | 5   | 1 | 2 | 2 | 3  | 5  | −2  | 5   |
| 10   | Japan            | 5   | 0 | 1 | 4 | 3  | 16 | −13 | 1   |
| 11   | Zuid-Korea       | 5   | 0 | 1 | 4 | 3  | 13 | −10 | 1   |
| 12   | India            | 5   | 0 | 1 | 4 | 3  | 19 | −16 | 1   |

| Onderdeel        | Goud | Zilver | Brons |
| ---------------- | --- | --- | --- |
| Toernooi vrouwen | Groot-Brittannië Maddie Hinch Laura Unsworth Crista Cullen Hannah Macleod Georgie Twigg Helen Richardson-Walsh Susannah Townsend Kate Richardson-Walsh Sam Quek Alex Danson Giselle Ansley Sophie Bray Hollie Webb Shona McCallin Lily Owsley Nicola White | Nederland Joyce Sombroek Xan de Waard Kitty van Male Laurien Leurink Willemijn Bos Marloes Keetels Carlien Dirkse van den Heuvel Kelly Jonker Maria Verschoor Lidewij Welten Caia van Maasakker Maartje Paumen Naomi van As Ellen Hoog Margot van Geffen Eva de Goede | Duitsland Nike Lorenz Selin Oruz Anne Schröder Lisa Schütze Charlotte Stapenhorst Katharina Otte Janne Müller-Wieland Hannah Krüger Jana Teschke Lisa Altenburg Franzisca Hauke Cécile Pieper Marie Mävers Annika Sprink Julia Müller Pia-Sophie Oldhafer Kristina Reynolds |

Londen 1908 · 
Antwerpen 1920 · 
Amsterdam 1928 · 
Los Angeles 1932 · 
Berlijn 1936 · 
Londen 1948 · 
Helsinki 1952 · 
Melbourne 1956 · 
Rome 1960 · 
Tokio 1964 · 
Mexico-stad 1968 · 
München 1972 · 
Montréal 1976 · 
Moskou 1980 · 
Los Angeles 1984 · 
Seoel 1988 · 
Barcelona 1992 · 
Atlanta 1996 · 
Sydney 2000 · 
Athene 2004 · 
Peking 2008 · 
Londen 2012 · 
Rio de Janeiro 2016 · 
Tokio 2020 · 
Parijs 2024 · 
Los Angeles 2028 
Medaillewinnaars
Atletiek · Badminton · Basketbal · Boksen · Boogschieten · Gewichtheffen · Golf · Gymnastiek · Handbal · Hockey · Judo · Kanovaren · Moderne vijfkamp · Paardensport · Roeien · Rugby · Schermen · Schietsport · Schoonspringen · Synchroonzwemmen · Taekwondo · Tafeltennis · Tennis · Triatlon · Voetbal · Volleybal · Waterpolo · Wielersport · Worstelen · Zeilen · Zwemmen